# إنريكو لومباردي
إنريكو لومباردي (بالإيطالية: Enrico Lombardi)‏ هو رسام إيطالي، ولد في 17 يناير 1958 في ملدولا في إيطاليا.

## وصلات خارجية
- الموقع الرسمي